# ISO 3166-2:CU
ISO 3166-2:CU é o subconjunto de códigos definidos no ISO 3166-2, parte do padrão ISO 3166 publicado pelo Organização Internacional para Padronização (ISO), para os nomes das principais subdivisões de Cuba (cujo código ISO 3166-1 alfa-2 is CU).
Atualmente 14 províncias e 1 município especial são atribuídos códigos. Cada código começa com CU-, seguido por dois dígitos (01–14: províncias, ordenados aproximadamente de oeste para leste; 99: município especial).

## Códigos atuais
Nomes de códigos e subdivisões são listados como a norma oficial publicada pela ISO 3166 Maintenance Agency (ISO 3166/MA). Clique no botão no cabeçalho para classificar cada coluna.
| Código | Nome da subdivisão  | Categoria da subdivisão |
| ------ | ------------------- | ----------------------- |
| CU-09  | Camagüey            | província               |
| CU-08  | Ciego de Ávila      | província               |
| CU-06  | Cienfuegos          | província               |
| CU-03  | Ciudad de La Habana | província               |
| CU-12  | Granma              | província               |
| CU-14  | Guantánamo          | província               |
| CU-11  | Holguín             | província               |
| CU-02  | La Habana           | província               |
| CU-10  | Las Tunas           | província               |
| CU-04  | Matanzas            | província               |
| CU-01  | Pinar del Río       | província               |
| CU-07  | Sancti Spíritus     | província               |
| CU-13  | Santiago de Cuba    | província               |
| CU-05  | Villa Clara         | província               |
| CU-99  | Ilha da Juventude   | municipalidade especial |